# 莆仙語
莆仙語（ほせんご、Pô-sing-gṳ̂  /pʰou ɬiŋ ŋy/ また Pô-sing-uā /pʰou ɬiŋ ua/、英語 Puxian dialect, Henghua dialect、中国語 莆仙話 Púxiānhuà）は、シナ・チベット語族、シナ語派、閩語に属する言語の一つであり、主に中国福建省中南部の莆田市周辺で話されている。

## 系統
莆仙語は、中国語の十大方言あるいは七大方言の一つである閩語に属する。福建省莆田市の管轄する四区と仙游県を中心に話されているため、両地の名を連ねて莆仙語あるいは莆仙方言と呼ばれる。莆仙語の代表地点は莆田市で、歴史的には興化軍、興化府などと呼ばれる地域であったため、興化話 (Henghua, Xinghua) という呼び方もある。
莆田市以外では、福州市が管轄する福清市の南部、永泰県の一部、泉州市が管轄する泉港の一部で用いられる。主に閩南語が話される泉州市と主に閩東語が話される福州市との中間に位置するため、過渡的な特徴を持つ。音韻面から比べると、福州語よりも泉州の方言に近く、後から福州語の語彙を取り入れているという見方がある。
莆田市から離れた地域として、福建省東北部の福鼎県の沙埕鎮周辺の村に 2000 人ほどの話者がおり、福安県の下白石郷には 1000 人余りの話者がいる。また、台湾政府が実効支配する金門県烏坵郷も、地理的に莆田に最も近く、少数の話者がいる。烏坵郷の言語は烏坵話と呼ばれることもある。
海外では、マレーシア、シンガポール、インドネシアに比較的多くの莆田市出身の華人・華僑がおり、Henghua, Xinghua と言い方で呼ばれ、故郷の言葉を使用している。
逆に、莆田市の管轄地域内でも南日島の一部では閩南語が使用されている。

## 音声

### 声母
現代の莆田話では、下記の表に示す 14 種に加えてゼロ声母 (または[ʔ]) を加えた計 15 種の声母がある。
|        |            | 両唇音  | 歯茎音   | 側面音 | 軟口蓋音 | 声門音 |
| ------ | ---------- | ------- | -------- | ------ | -------- | ------ |
| 閉鎖音 | 無声無気音 | [p] 巴  | [t] 打   |        | [k] 家   | ([ʔ])  |
| 閉鎖音 | 無声有気音 | [pʰ] 彭 | [tʰ] 他  |        | [kʰ] 卡  |        |
| 鼻音   | 鼻音       | [m] 麻  | [n] 拿   |        | [ŋ] 雅   |        |
| 摩擦音 | 無声音     |         |          | [ɬ] 沙 |          | [h] 下 |
| 摩擦音 | 有声音     | (*注)   |          |        |          |        |
| 破擦音 | 無声無気音 |         | [ts] 渣  |        |          |        |
| 破擦音 | 無声有気音 |         | [tsʰ] 査 |        |          |        |
| 接近音 | 接近音     |         |          | [l] 拉 |          |        |

*注: [β] が音韻変化により現れる。

#### 子音
子音としては、上記の声母の他、音節末の声門閉鎖音 [ʔ] がある。
音節の最初の子音として、特定の二つの音節が続く事により、有声両唇摩擦音 [β] が現れる。また音節末の子音として、内破音の [p̚], [t̚], [k̚] が現れる。出現条件を以下に示す。
| p, pʰ, m            | t, tʰ, ts, tsʰ, ɬ, l, n | k, kʰ, ŋ, h, Ø |         |
| 鼻音韻尾 /ŋ/ の場合 | ŋC → mm                 | ŋC → nn        | ŋC → ŋŋ |
| 母音韻尾の場合      | VC → Vβ                 | VC → Vl        | VC → VØ |
| 入声韻尾 /ʔ/ の場合 | ʔC → p̚C                 | ʔC → t̚C        | ʔC → k̚C |

ここで V は母音、C は子音、Ø はゼロ子音を表す。例えば、/iŋ/（影）+ /pʰɛŋ/ （片）の場合、[immɛŋ] と発音される。
ただし、全て法則通りに変化する訳ではなく、変化の有無で意味を区別している例もある。
例: 菜頭 : [tsʰailau]（大根） : [tsʰaitʰau]（菜っ葉の端、出始めの野菜）

### 韻母
韻母は、40 種がある。近隣の福州語に見られるような二つ以上の音節が重なる時の規則的な韻母変化現象はない。
|        | 母音韻尾 | 介音韻尾 | 鼻音韻尾 | 入声韻尾 |
| ------ | -------- | -------- | -------- | -------- |
| 開口呼 | [a] 鴉   | [au] 拗  | [aŋ] 王  | [aʔ] 圧  |
| 開口呼 | [ɒ] 奥   |          | [ɒŋ] 用  | [ɒʔ] 屋  |
| 開口呼 | [o] 科   | [ɔu] 烏  | [oŋ] 温  | [oʔ] 熨  |
| 開口呼 | [e] 裔   | [ai] 愛  | [ɛŋ] 煙  | [ɛʔ] 黒  |
| 開口呼 | [œ] 改   |          | [œŋ] 換  | [œʔ] 郁  |
| 開口呼 |          | [ŋ] 伓   |          |          |
| 斉歯呼 | [i] 衣   | [iu] 油  | [iŋ] 引  | [iʔ] 益  |
| 斉歯呼 | [ia] 夜  | [iau] 要 | [iaŋ] 塩 | [iaʔ] 葉 |
| 合口呼 | [u] 夫   | [ui] 位  | [uŋ] 黄  |          |
| 合口呼 | [ua] 画  | [ue] 歪  | [uaŋ] 碗 | [uaʔ] 活 |
| 撮口呼 | [y] 余   |          | [yŋ] 恩  | [yʔ] 役  |
| 撮口呼 | [yɒ] 安  |          | [yɒŋ] 羊 | [yɒʔ] 薬 |

### 声調
下記のように基本声調（調類）は 7 種、調値は 8 種ある。
| 調類 | 調類   | 調値 | 例 |
| ---- | ------ | ---- | -- |
| 陰平 | 陰平   | 533  | 詩 |
| 陽平 | 陽平   | 13   | 時 |
| 上声 | 上声   | 453  | 死 |
| 陰去 | 陰去   | 42   | 四 |
| 陽去 | 陽去   | 11   | 寺 |
| 陰入 | (文読) | 21   | 湿 |
| 陰入 | (白読) | 11   | 鉄 |
| 陽入 | (文読) | 4    | 実 |
| 陽入 | (白読) | 35   | 舌 |

入声字は、文読と白読で調値が異なる。陰入声の白読は、既に音節末の声門閉鎖がなくなり、調値11で読むため、陽去声と同化している。
二つ以上の音節が続く事により、前後の音節とも調値が変化する、複雑な連続変調がある。

### 白文異読
莆仙語は、他の閩語と同様に、一つの漢字かつ同じ意味で、文読と白読という、別の読み方を持つ字が多い。
| 漢字 | 文読   | 白読  |
| ---- | ------ | ----- |
| 肉   | [tsœʔ] | [nœʔ] |
| 死   | [ɬo]   | [ɬi]  |
| 買   | [mai]  | [pe]  |

## 語彙

### 語彙の共通性
莆仙語の語彙は、漢語共通の現代語彙を除くと、閩語、特に厦門語や福州語と共通する形態素をもつものが多い。しかし、近隣の福州や泉州とも異なる独特の語彙も少なくない上、発音の違いも大きいため、福州や泉州の人との会話にも困難を伴う。独特の語彙には、漢語の古語も含まれるが、非漢語系の語彙も少なくないとみられ、古来の漢字で表すのが難しく、仮借（当て字）や方言字の考案によって漢字化しているものもある。
| 類型         | 莆仙語 | 閩東語 | 閩南語         | 閩南語     | 客家語         | 粤語       | 北方語       | 日本語     |
| 類型         | 莆仙語 | 福州語 | 厦門語         | 潮州語     | 客家語         | 広東語     | 北京語       | 日本語     |
| ------------ | ------ | ------ | -------------- | ---------- | -------------- | ---------- | ------------ | ---------- |
| 漢語共通     | 漢字   | 漢字   | 漢字           | 漢字       | 漢字           | 漢字       | 漢字         | 漢字       |
| 漢語共通     | 馬     | 馬     | 馬             | 馬         | 馬             | 馬         | 馬           | 馬         |
| 閩語共通     | 箸     | 箸     | 箸             | 箸         | 筷只、箸只     | 筷子       | 筷子         | 箸         |
| 閩語共通     | 鷄卵   | 鷄卵   | 鷄卵           | 鷄卵       | 鷄卵           | 鷄蛋、鷄春 | 鷄蛋、鷄子兒 | 鶏卵       |
| 閩語共通     | 粙     | 粙     | 粙、粙仔       | 粙         | 禾             | 禾         | 稻子         | 稲         |
| 閩南語と共通 | 狗母   | 犬姆   | 狗母           | 狗母       | 狗嫲           | 狗乸       | 母狗         | 雌犬       |
| 閩東語と共通 | 目滓   | 目滓   | 目屎           | 目汁       | 目汁           | 眼泪       | 眼泪         | 涙         |
| 莆仙語独特   | 汝輩   | 汝各儂 | 恁             | 恁         | 你等人         | 你哋、妳哋 | 你們         | あなたがた |
| 莆仙語独特   | 竹馬   | 草蜢哥 | 草猴           | 草猴       | 螳螂仔         | 馬狂螂     | 螳螂         | カマキリ   |
| 莆仙語独特   | 逢早   | 明旦   | 明仔日、明仔再 | 明起、明日 | 天光日、晨朝日 | 聽日       | 明天、明儿   | 明日       |